# Trifolium noricum
Trifolium noricum är en ärtväxtart som beskrevs av Franz Xaver von Wulfen. Trifolium noricum ingår i släktet klövrar, och familjen ärtväxter.

## Underarter
Arten delas in i följande underarter:
- T. n. noricum
- T. n. ottonis

## Bildgalleri

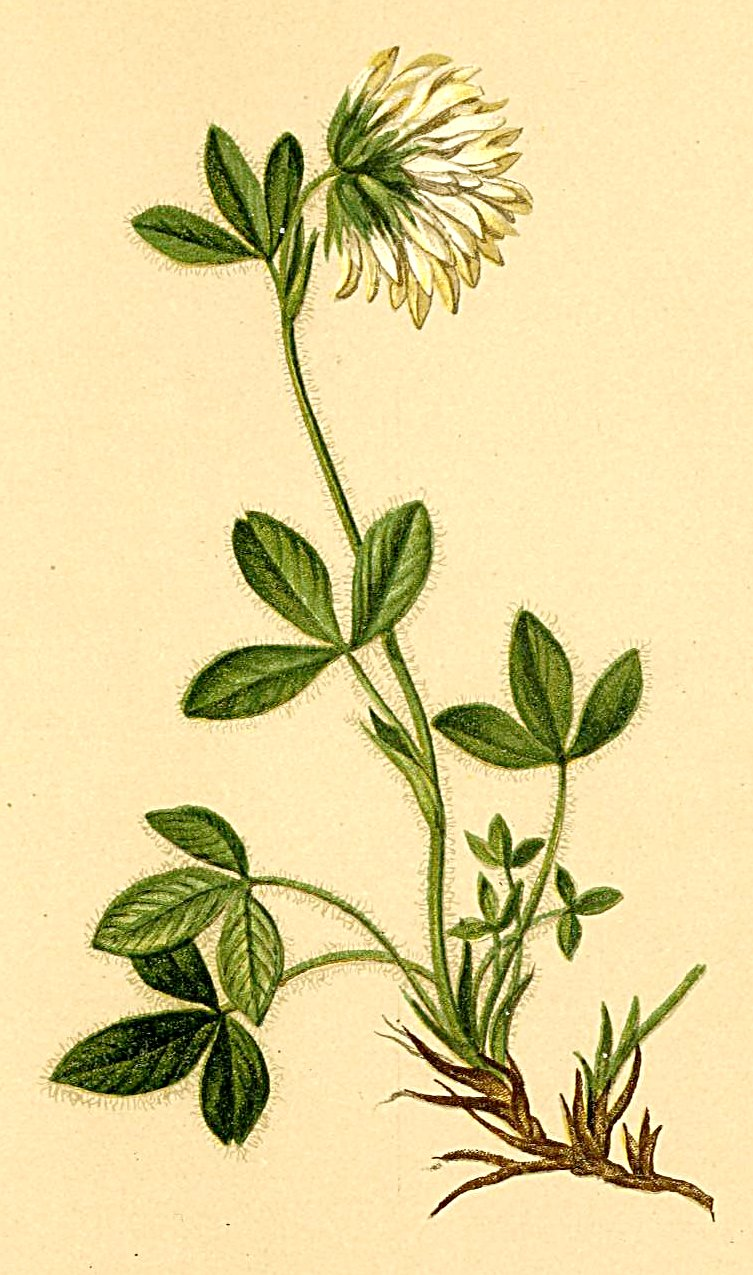